# Lena Schöneborn
Lena Schöneborn (* 11. April 1986 in Troisdorf) ist eine ehemalige Moderne Fünfkämpferin aus Deutschland. Sie gewann 2008 bei den Olympischen Sommerspielen in Peking die Goldmedaille. Mit 34 Medaillen bei Welt- und Europameisterschaften ist sie zudem die erfolgreichste Athletin in der Geschichte dieser Sportart.

## Sportliche Vita

### Anfänge
Schöneborn begann ihre Karriere in der Schwimmabteilung ihres Heimatvereins SpVgg Lülsdorf-Ranzel in Niederkassel. Nachdem das städtische Schwimmbad aufgrund von Sanierungsarbeiten vorübergehend geschlossen worden war, schloss sie sich der Trainingsgruppe für Modernen Fünfkampf der SSF Bonn an.
Dort kam sie in Kontakt mit den einzelnen Disziplinen der vielseitigen Sportart und entschied sich für eine professionelle Ausübung des Modernen Fünfkampfes. Mit dem Gewinn der Deutschen Jugend-Meisterschaft im Vierkampf (Schießen, Fechten, Schwimmen, Laufen) in den Jahren 2001 bis 2003 stellte sie frühzeitig ihr außergewöhnliches Talent unter Beweis.

### 2004–2005: Erste Erfolge
Im Alter von nur 18 Jahren wurde sie 2004 zum ersten Mal deutsche Meisterin im Modernen Fünfkampf. Zudem nahm sie im gleichen Jahr als eine von zwei deutschen Nachwuchssportlerinnen am Internationalen Olympischen Jugendlager bei den Spielen in Athen teil.
Ihren ersten großen Titel feierte Schöneborn 2005 bei den Junioren-Weltmeisterschaften in Moskau, wo sie im Einzel den Titel erringen konnte.
Gemeinsam mit ihrer späteren Trainerin Kim Raisner und Elena Reiche gewann sie bei den Weltmeisterschaften in Warschau mit der Staffel völlig überraschend die Goldmedaille.

### 2006–2007: Internationaler Durchbruch
2006 absolvierte sie ihre erste Saison bei den Profis und überzeugte mit einem vierten Platz beim Weltcup-Auftakt in Acapulco. Bei den Weltmeisterschaften in Guatemala erreichte Schöneborn auf Anhieb den 20. Platz.
Bereits im darauf folgenden Jahr etablierte sich Schöneborn in der Weltspitze. Jeweils sechsten Plätzen bei den ersten drei Weltcups folgte ein vierter Rang bei den Europameisterschaften in Riga, der zugleich die Direktqualifikation für die Olympischen Spiele in Peking bedeutete.
Bei den Weltmeisterschaften im heimischen Berlin errang sie den Vizeweltmeistertitel und fügte ihrer Medaillensammlung noch Silber im Team und Bronze in der Staffel hinzu. Außerdem sicherte sie sich ihren zweiten Titel bei Deutschen Meisterschaften und den dritten Platz bei den Junioren-Weltmeisterschaften in Caldas da Rainha.

### 2008: Olympiagold in Peking
Im „olympischen Jahr“ stellte Schöneborn ihre gute Form mit einem zweiten Platz beim Weltcup in Madrid und Rang fünf bei den Europameisterschaften in Budapest unter Beweis.
Gemeinsam mit ihrer Teamkollegin Eva Trautmann ging sie bei den Sommerspielen von Peking 2008 an den Start, wo sie den ersten deutschen Olympiasieg im Modernen Fünfkampf seit dem Triumph von Gotthard Handrick 1936 in Berlin errang.
Nach einem eher mittelmäßigen Schießen mit 177 Ringen als 21. von 36 Starterinnen konnte sie sich im Fechten auf den ersten Platz verbessern. Mit 28 Siegen bei nur sieben Niederlagen stellte sie einen neuen olympischen Rekord in dieser Teildisziplin auf. Sie ließ die zehntbeste Schwimmzeit und einen vierten Platz im Springreiten mit nur einem Abwurf folgen. Ihren Vorsprung verteidigte sie im abschließenden 3000-Meter-Lauf mit der neuntbesten Laufzeit. Sie sicherte sich so den Olympiasieg vor der Britin Heather Fell.
Bei der Wahl zur „Sportlerin des Jahres“ belegte Schöneborn Platz vier hinter Schwimmerin Britta Steffen, Fechterin Britta Heidemann und Biathletin Magdalena Neuner. Für den Gewinn der Goldmedaille erhielt sie 2008 das Silberne Lorbeerblatt.

### 2009: Ein Übergangsjahr
Die Saison des Jahres 2009 begann durchwachsen für Schöneborn: Bei den ersten beiden Weltcup-Starts konnte sie sich nicht im Vorderfeld platzieren, die Heim-Europameisterschaften in Leipzig endeten mit einer großen Enttäuschung. Nach ordentlichen Ergebnissen im Fechten und Schwimmen wurde sie im Reitwettbewerb von ihrem Pferd abgeworfen und fiel damit in der Gesamtwertung aussichtslos zurück. Sie beendete den Wettbewerb schließlich als 34.
Die Weltmeisterschaften 2009 in London verliefen hingegen deutlich erfolgreicher. Durch eine sehr gute Leistung im abschließenden Combined-Wettbewerb, der als neue Disziplin das Schießen und Laufen vereint, verbesserte sie sich im Einzel von Platz zehn auf Platz drei und sicherte sich somit die Bronzemedaille. Außerdem gewann die deutsche Mannschaft mit Schöneborn, Eva Trautmann (6.) und Janine Kohlmann (24.) überraschend die Goldmedaille in der Teamwertung sowie Silber in der Staffel.

### 2010: Dominanz im Weltcup
Ihren ersten Weltcup-Sieg sicherte sich Schöneborn am 4. März 2010 in Playa del Carmen/Mexiko. Es folgte eine beeindruckende Siegesserie, in deren Zuge sie die Weltcups in Budapest und Berlin und das Finale in Moskau – damit vier von fünf Bewerben der Saison – für sich entschied. Lediglich bei der Station in Medway musste sie sich mit dem zehnten Rang zufriedengeben.
Mit drei Medaillen kehrte Schöneborn von den Europameisterschaften in Debrecen heim, die zweiten Plätze in der Einzelwertung und in der Staffel mit Eva Trautmann und Annika Schleu krönte das Trio mit dem Titelgewinn in der Mannschaftswertung.

### 2011–2012: Europameisterin in Medway, Enttäuschung bei den Olympischen Spielen
Mit dem Gewinn des Europameistertitels in Medway fügte Schöneborn im August 2011 einen weiteren Titel ihrer Sammlung zu. Auch mit der Mannschaft (Silbermedaille, mit Eva Trautmann und Annika Schleu) und der Staffel (Silbermedaille, mit Eva Trautmann) war Schöneborn erfolgreich.
Einen Monat zuvor diente das Weltcup-Finale in London zugleich als Generalprobe für die Olympischen Spiele an gleicher Stelle im folgenden Jahr. Auch dort stand Schöneborn am Ende ganz oben auf dem Siegertreppchen, nachdem sie sich auf der letzten Runde im Combined von Laura Asadauskaite (Litauen) absetzen konnte. Mit diesem Sieg sicherte sie sich zugleich die begehrte Direkt-Qualifikation für die Londoner Spiele.
Beim Saisonabschluss, der Weltmeisterschaft in Moskau, verfehlte Schöneborn zwar als Fünfte den erstrebten Einzeltitel. Wie zwei Jahre zuvor konnte die Mannschaft jedoch die Goldmedaille erringen, zudem belegte sie zusammen mit Eva Trautmann in der Staffel Platz zwei.
Mit dem Auftaktsieg beim Weltcup in Charlotte feierte Schöneborn einen erfolgreichen Start in die Olympiasaison 2012. Platz fünf bei der Weltmeisterschaft in Rom, der Titel bei der erstmals ausgetragenen 3er-Staffel (mit Janine Kohlmann und Annika Schleu) und der Sieg beim Kremlin Cup in Moskau bestätigen die gute Form.
Die Olympischen Spiele in London endeten für Schöneborn mit einem enttäuschenden 15. Platz. Durchwachsene Leistungen im Fechten (19 Siege, 16 Niederlagen) und Schwimmen (Platz 22, 2:19,76 min) sowie zahlreiche Strafpunkte beim Reiten (Platz 29) warfen Schöneborn im Kampf um die Medaillen aussichtslos zurück.

### 2013–2014: Erneute Europameisterin
Nachdem sich Schöneborn 2013 zunächst auf ihr Studium konzentriert hatte und verspätet in die Saison eingestiegen war, konnte sie bei den Europameisterschaften in Drzonkow zwei Bronzemedaillen in Staffel und Team gewinnen.
Noch erfolgreicher verliefen die Europameisterschaften 2014, bei denen Schöneborn zum zweiten Mal nach 2011 zur Titelträgerin wurde. Außerdem gewann sie den Titel im Team (mit Annika Schleu und Janine Kohlmann) sowie Silber in der Staffel (mit Annika Schleu). Die Saison beendete Lena Schöneborn als Weltranglistenzweite.

### 2015: Erstmals Weltmeisterin
2015 wurde Schöneborn zum siebten Mal Deutsche Meisterin und zum ersten Mal bei der in Berlin vom 28. Juni bis 5. Juli 2015 ausgetragenen Weltmeisterschaft Weltmeisterin im Einzelwettbewerb, dabei stellte sie im Fechten mit 282 Punkten einen neuen Punkteweltrekord auf. Außerdem wurde sie Vize-Weltmeisterin mit der Mannschaft. Bei der darauffolgenden EM in Bath gewann Schöneborn einen kompletten Medaillensatz aus Gold (Staffel), Silber (Team) und Bronze (Einzel).

### 2016: Enttäuschung bei den dritten Olympischen Spielen

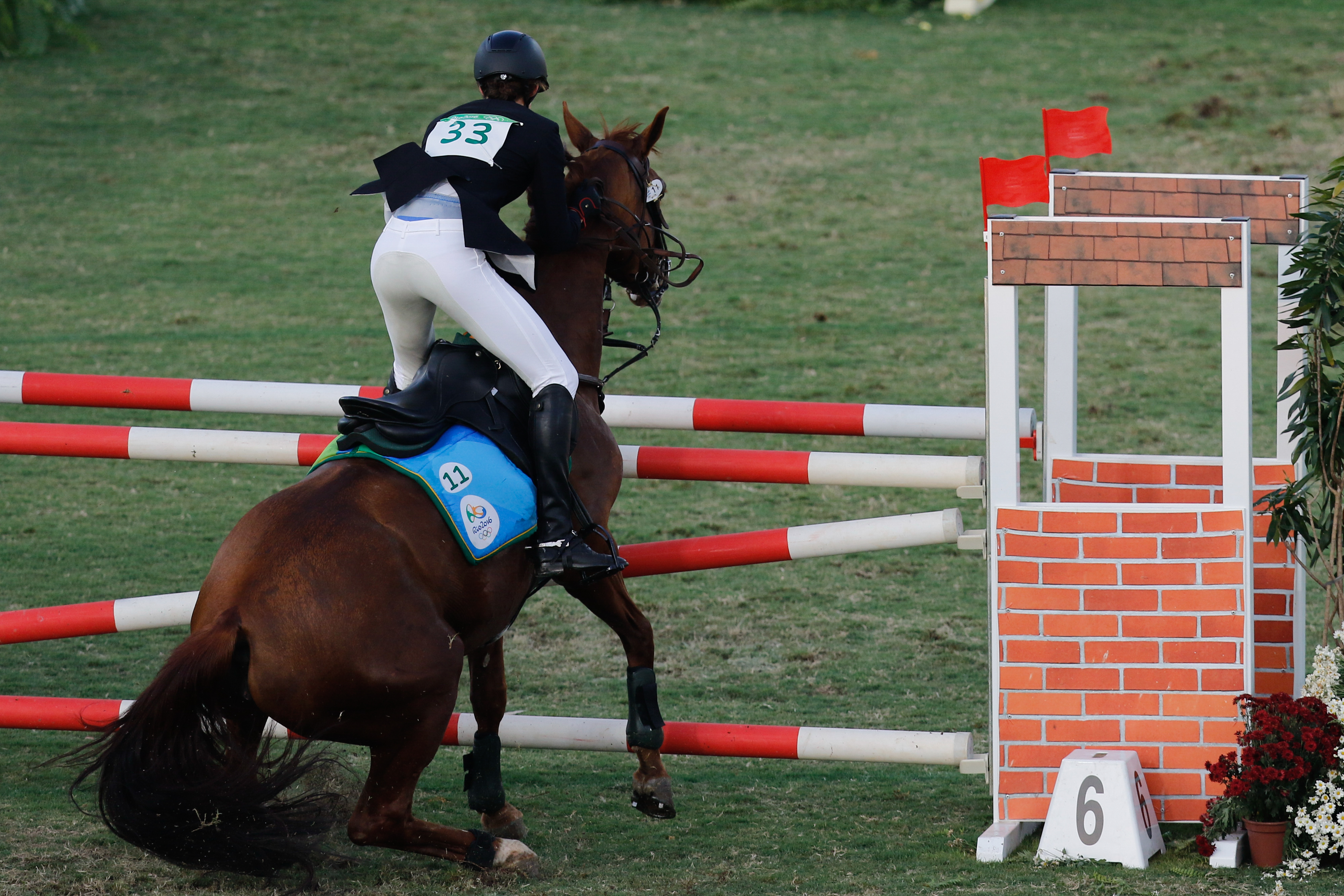
Schönborn bei den Olympischen Spielen 2016

Der Start in die olympische Saison verlief für Schöneborn ebenfalls vielversprechend. Sie schaffte das Kunststück, bei allen Starts auf dem Podium zu landen, darunter insgesamt drei Weltcupsiege. Bei der WM in Moskau konnte sie in der Staffel gemeinsam mit Annika Schleu die Goldmedaille, außerdem im Einzel sowie im Team die Bronzemedaille gewinnen. Als Weltranglistenerste galt sie neben der Titelverteidigerin Laura Asadauskaitė (Litauen) als Topfavoritin für den Wettkampf am 18. und 19. August in Rio. Am Ende wurde es dort ein enttäuschender 32. Platz, nachdem das zugeloste Pferd „Legende“ mehrmals verweigert hatte und die Einzeldisziplin Springreiten mit Disqualifikation und null Punkten gewertet worden war.
Am 23. Juli wurde Schöneborn vom DOSB als eine von fünf möglichen Kandidaten als Fahnenträgerin der deutschen Mannschaft für die Eröffnungsfeier der Olympischen Spiele vorgeschlagen. Die Wahl gewann schließlich Tischtennisspieler Timo Boll.
Im Frühjahr 2018 beendete Schöneborn ihre sportliche Laufbahn.

## Privatleben
Schöneborn erwarb 2005 am Kopernikus-Gymnasium Niederkassel das Abitur.
Parallel zum Leistungssport studierte sie von 2005 bis 2010 an der HWR Berlin Business Administration. Anschließend absolvierte sie ebendort das Master-Programm International Marketing Management, das sie 2013 erfolgreich abschließen konnte. Im Anschluss daran arbeitete sie zunächst für die Deutsche Post DHL und wechselte 2014 zu einer Marketingagentur.
Schöneborn hat am 13. September 2017 den Fünfkämpfer Alexander Nobis geheiratet. Ihre Schwestern Deborah und Rabea sind als Leichtathletinnen aktiv. Schöneborn lebt in Berlin und trainierte am dortigen Olympiastützpunkt. Sie startete weiterhin offiziell für die SSF Bonn, war aber bei den Wasserfreunden Spandau 04.
Seit 2014 ist Schöneborn Beiratsmitglied der Deutschen Sportlotterie.

## Auszeichnungen

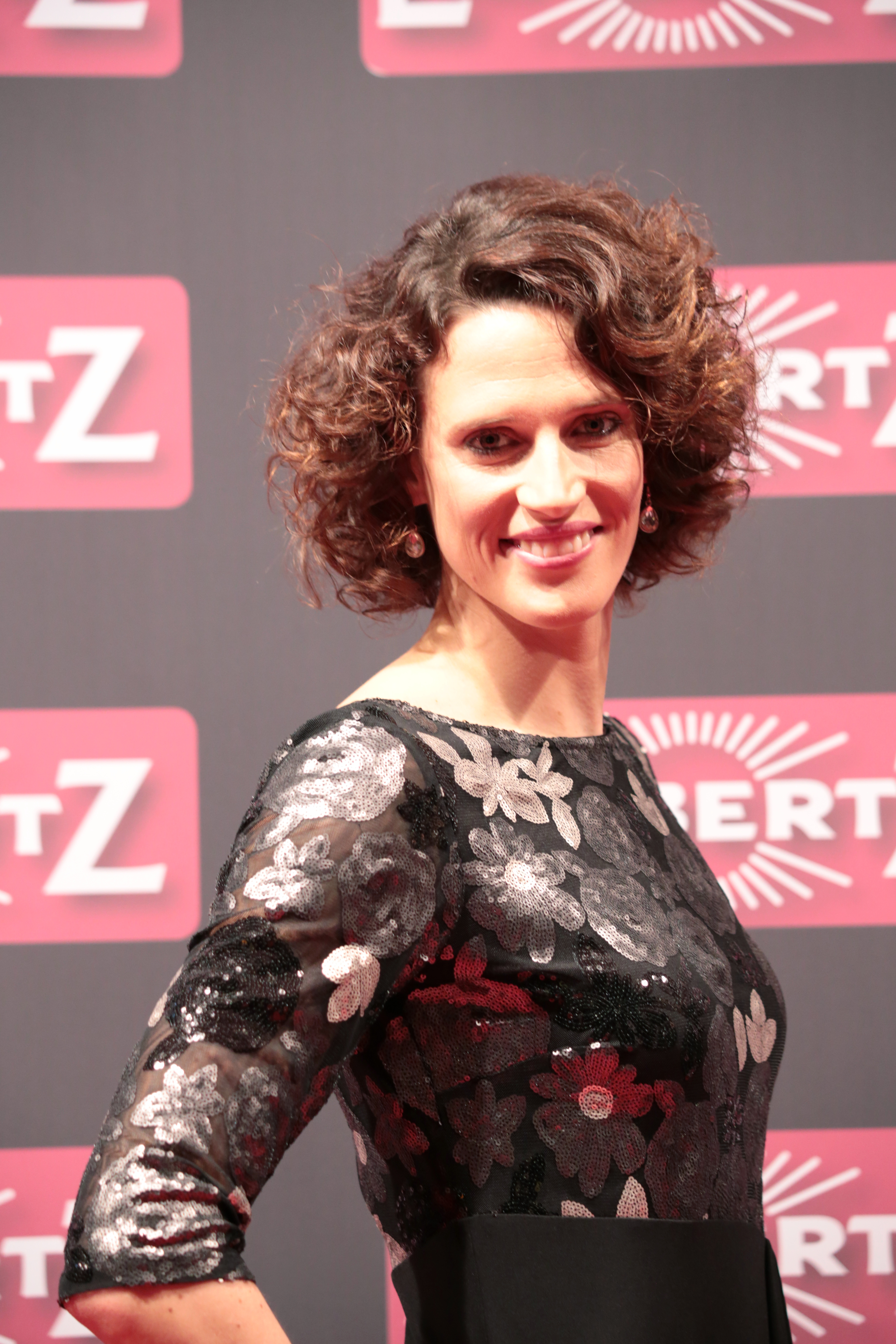
Lena Schöneborn 2018

- 2005 – 2. Platz Juniorsportler des Jahres
- 2007 – 3. Platz Juniorsportler des Jahres
- 2008 – 4. Platz Sportlerin des Jahres
- 2008 – Goldene Henne als Aufsteigerin des Jahres
- 2008 – Verdienstorden des Landes Berlin
- 2008 – Silbernes Lorbeerblatt
- 2009 – Sportplakette des Landes Nordrhein-Westfalen
- 2010 – Sportlerin des Monats Juni
- 2014 – 9. Platz Sportlerin des Jahres
- 2014, 2015 – Berlins Sportlerin des Jahres
- 2015 – 3. Platz Sportlerin des Jahres
- 2015 – Sportlerin des Jahres des General-Anzeigers[8]